# 杨人燧
杨人燧（1933年—），男，福建晋江人，中国羽毛球运动员、教练员，曾任中国羽毛球协会科研委员会主任，第六、七届全国政协委员。